# Neujahrskonzert der Wiener Philharmoniker 1944

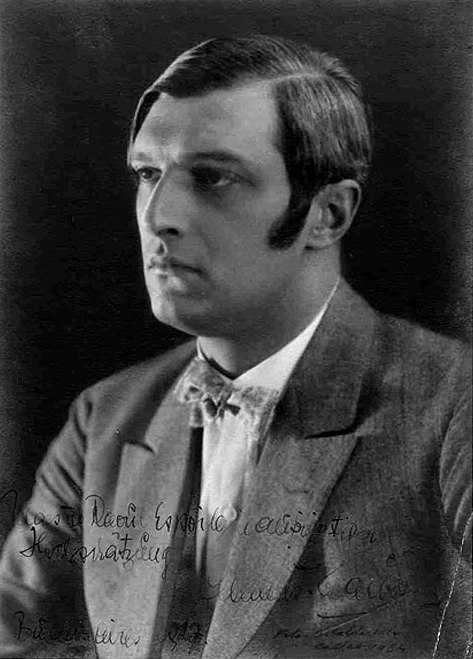
Clemens Krauss (1915)

Die Philharmonische Akademie vom 1. Jänner 1944 im Goldenen Saal des Wiener Musikvereins gilt als das Neujahrskonzert der Wiener Philharmoniker 1944 und war in der Zählweise der Wiener Philharmoniker ab 1941 beginnend das vierte Neujahrskonzert der Wiener Philharmoniker. Dirigiert wurde es zum vierten Mal von Clemens Krauss.

## Zusammenfassung
Streng genommen war die Philharmonische Akademie am 1. Jänner 1944 kein Neujahrskonzert der Wiener Philharmoniker, denn erst nach der Österreichischen Unabhängigkeitserklärung von 1945 führte Josef Krips mit dem Neujahrskonzert der Wiener Philharmoniker 1946 diesen Titel ein, der erst ab da auch beibehalten wurde. Gleichwohl knüpft die Zählung des Orchesters nicht an die demokratische Nachkriegstradition an, sondern bezieht die „NS-Konzerte“ der Philharmonischen Akademien der Jahre 1941–1945 unter Krauss mit ein. Überdies war es das fünfte Konzert zum Jahreswechsel, denn zur Jahreswende 1939/40 gab es bereits ein Außerordentliches Konzert der Wiener Philharmoniker, welches allerdings am Silvesterabend 1939 stattfand und ebenfalls von Clemens Krauss geleitet wurde.

## Programm derPhilharmonischen Akademie

### Konzertprogramm
1. Josef Strauss: Delirien, Walzer, op. 212*
2. Josef Strauss: Verliebte Augen, Polka française, op. 185*
3. Josef Strauss: Aus der Ferne, Polka mazur, op. 270*
4. Josef Strauss: Eislauf, Polka schnell, op. 261*
5. Johann Strauss (Sohn): Gedankenflug, Walzer, op. 215*
6. Johann Strauss (Sohn): Annen-Polka, op. 117
7. Johann Strauss (Sohn): Csárdás aus „Ritter Pásmán“, op. 441
8. Johann Strauss (Sohn): Bei uns z’Haus (Walzer für Männerchor und Orchester), op. 361**
9. Johann Strauss (Sohn): Im Krapfenwaldl, Polka française, op. 336*
10. Johann Strauss (Sohn): Unter Donner und Blitz, Polka schnell, op. 324
11. Johann Strauss (Sohn): Kaiser-Walzer, op. 437

### Zugaben
1. Johann Strauss (Sohn): Perpetuum mobile, musikalischer Scherz, op. 257
2. Johann Strauss (Sohn): An der schönen blauen Donau, Walzer, op. 314

Werkliste und Reihenfolge sind der Website der Wiener Philharmoniker entnommen.
Die mit * gekennzeichneten Werke standen erstmals auf dem Programm eines Neujahrskonzertes.
**: Die Mitwirkung eines Männerchores hat im Konzert nicht stattgefunden, die Angabe „für Männerchor“ hat nur deklatorischen Charakter.

## Besetzung (Auswahl)
- Clemens Krauss, Dirigent
- Wiener Philharmoniker